# Ali Mousavi
Ali Mousavi (en persa: سید علی موسوی‎, Khorramshahr, Irán; 22 de abril de 1976) es un exfutbolista de Irán que jugaba en la posición de delantero.

## Carrera

### Club
| Periodo   | Club                   |
| --------- | ---------------------- |
| 1996-1998 | PAS Teherán FC         |
| 1998-1999 | Esteghlal FC           |
| 1999-2000 | Fortuna Köln           |
| 2000      | Bayer 04 Leverkusen    |
| 2000      | Bayer 04 Leverkusen II |
| 2000–2003 | Esteghlal FC           |
| 2003–2004 | Foolad FC              |
| 2004–2005 | Bargh Tehran FC        |
| 2005–2006 | Homa FC                |
| 2006–2007 | FC Aboomoslem          |
| 2008–2009 | Armin Tehran           |

### Selección nacional
Jugó para Irán en 45 ocasiones de 1996 al 2000 anotando ocho goles; participó en la Copa Asiática 1996 y ganó la medalla de oro en los Juegos Asiáticos de 1998.

## Logros

### Club
- Iran Pro League: 1

2000-2001
- Copa Hazfi: 1

2001-2002

### Selección nacional
- Juegos Asiáticos: 1

1998